# Komödie Basel

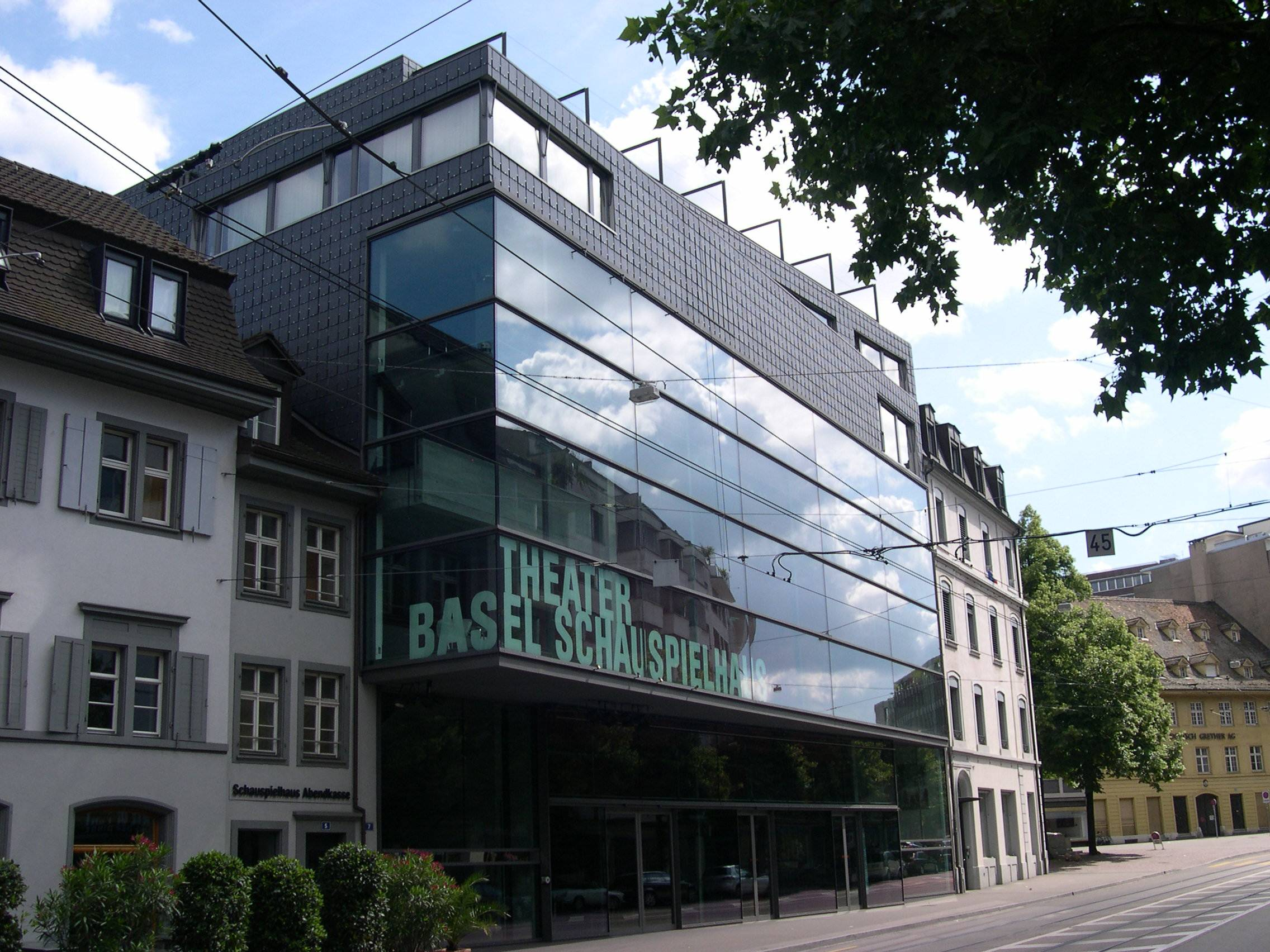
Basel Schauspielhaus (2009)

Die Komödie Basel war von 1950 bis 1968 ein eigenständiges Kammerspieltheater in Basel, Schweiz, mit einem festen Ensemble und Eigenproduktionen.
Die Komödie Basel war das erste Kammerspieltheater der Schweiz.

## Geschichte
Egon Karter erachtete es als unerlässlich als Ergänzung zu den Opern, Operetten und Ballett Vorführungen des Stadttheaters ein Kammerspieltheater für das Schauspiel zu betreiben. Karter wollte dies ändern. Er erwarb Ende der 1940er Jahre die Liegenschaft an der Steinenvorstadt 63 in Basel und gründete die Komödie AG. Er liess das Haus durch den Architekten H. Meyer zu einem Theater mit einer Guckkastenbühne, mit einer Tiefe von 4,6 Meter, einer Breite von 6 Meter und einem Orchestergraben umbauen. Das Theater hatte eine Kapazität von 270 Plätzen. Karter benannte sein Theater als «Komödie». Da die Wände mit rotem Damast bespannt waren und über rote Teppiche verfügte wurde es als «Schmuckkästchen» oder «Plüschtheater» benannt.
Die Eröffnung der Komödie war mit der Premierenvorstellung am 26. September 1950.
Die Komödie wurde als Privattheater betrieben, in dem es ein paar Prinzipien gab. Eines lautete: «Jeder macht (fast) alles». Dies schloss auch die Schauspieler mit ein. So kam es, dass am Tage der Eröffnung, vor Beginn der Premierenvorstellung die damals mitspielende 24-jährige Maria Schell mit Reinigungsarbeiten im Zuschauerraum beschäftigt war. Gespielt wurde «Nora oder Ein Puppenheim» von Ibsen, mit Maria Schell als Nora. Im Herbst 1952 debütierte Maximilian Schell an der Komödie als Schauspieler, Regisseur und Dramaturg.
Das Gebäude wurde 1953 aus dem Privatbesitz an die von Karter vertretene Komödie AG übertragen.
Durch Architekt Karl Künzel konnte 1954 durch den Einbau eines Balkons eine Erweiterung auf 380 Plätze erreicht werden. Ausserdem wurde der Zuschauerraum erhöht, die Bühne auf 5 Meter Tiefe vergrössert, sowie die allgemeine Infrastruktur mit einem Schnürboden und einer Drehbühne verbessert. Die Eröffnung erfolgte am 30. September 1954. Gespielt wurde Ibsens «Gespenster».
Eine abermalige Kapazitätserweiterung erfolgte 1961. Die Komödie AG erwarb 1959 ein Nachbargrundstück. Die Komödie wurde abgebrochen und durch Architekt Karl Künzel über beide Grundstücke ein Neubau erstellt. Die neue Komödie umfasste eine Guckkastenbühne und eine Drehbühne. Die Bühne war zirka 18 m breit und 8,5 m tief. Das Portal war 11,7 m breit und zirka 5 m hoch. Der Orchesterraum verfügte über 12 Plätze. Die neue Komödie bot 600 Sitzplätze.
Am 30. November 1961 konnte die Wiedereröffnung gefeiert werden. Am Premierenabend wurde Shakespeares «Hamlet» vorgetragen. In der Titelrolle spielte Helmuth Lohner. Die Vorführung war ein grosser Erfolg. Es konnten weitere 24 Vorstellungen gegeben werden, die alle ausverkauft waren.
1962 wurde im Malersaal die Komödien.-Werkstatt mit einer 6 m breiten und 4 m tiefen Bühne eingerichtet. Dieser bot Platz für rund 50 Plätze.
Egon Karter war seit der Gründung 1950 Direktor der Komödie. Mit Ende der Spielzeit 1968 fiel für ihn in seiner Komödie der letzte Vorhang. Gespielt wurde Frank Wedekinds «Lulu», unter der Regie von Charles Regnier.
Die Basler Kantonalbank übernahm von der Komödie AG die Liegenschaft. Diese wurde durch den Kanton gemietet und den Basler Theatern/Theater Basel bis Dezember 2001 zur Verfügung gestellt. Dann wurde die Komödie, deren technische Installationen längst nicht mehr genügten, mit einem Abschiedsfest geschlossen.

## Fusion
Egon Karter trat 1968 als Direktor zurück. Sein Nachfolger Werner Düggelin übernahm das Direktorium der Komödie und des Stadttheaters.
1969 fusionierten die Komödie und das Stadttheater zu einem Betrieb der als «Basler Theater» geführt wurde. Die Leitung als Direktor hatte Werner Düggelin bis 1975. Ab 1975 wurde der Name auf «Theater Basel» geändert.

## Schauspielhaus
An der Stelle des Ganthauses wurde nach Plänen des Basler Architekturbüros Schwarz-Gutmann-Pfister nach einer Bauzeit von zwei Jahren im Januar 2002 ein neues Theater eröffnet. Es gilt als Ersatz für die Komödie, wird nun jedoch als «Schauspielhaus» benannt. Da das neue Haus an der Steinentorstrasse 7 liegt, also in direkter Nachbarschaft des Theater Basel, wurden die beiden Häuser mit einem Tunnel verbunden. Er dient Materialtransporten zwischen dem Kulissenmagazin und der Werkstatt des Theater Basel. Der Theaterraum bietet je nach Spielform Platz für 470 bis 540 Zuschauer.
Die Stadt Basel realisierte.diesen Neubau dank der Unterstützung der Finanzierung durch eine grosszügige Spende einer anonymen Gruppe, welche sich als Stiftung Schauspielhaus Ladies First benannte Zur Eröffnung wurde wieder «Hamlet» aufgeführt.